# WILO
WILO — німецький виробник насосів та насосних систем для будівельної техніки, водопостачання та промисловості із головним офісом у Дортмунді, Німеччина. Компанія, заснована в 1872 році як фабрика міді та латуні Людвігом Оплендером, має понад 60 дочірніх підприємств у більш ніж 50 країнах світу на яких працює близько 7800 людей.

## Історія
WILO була заснована в 1872 під назвою «Messingwarenfabrik Louis Opländer Maschinenbau».
Сучасна компанія WILO була утворена в 2002 при злитті компаній «Wilo-Salmson AG» та «Wilo GmbH».
За 2018 рік компанія зареєструвала дохід у розмірі 1 477,8 млн. Євро з прибутком у 180,1 млн євро. У 2019 році група витратила 67,6 млн євро на дослідження та розробки. Група виробляє насоси та насосні системи на 15 виробничих потужностях у Європі, Азії та Америці. Група виробляє близько 10 мільйонів насосів щороку.